# Mount Rotoiti
Mount Rotoiti är ett berg i Antarktis. Det ligger i Östantarktis. Nya Zeeland gör anspråk på området. Toppen på Mount Rotoiti är 2 900 meter över havet, eller 519 meter över den omgivande terrängen. Bredden vid basen är 3,6 km.
Terrängen runt Mount Rotoiti är bergig åt sydost, men åt nordväst är den kuperad. Trakten är obefolkad. Det finns inga samhällen i närheten.